# 紐曼 (新墨西哥州)
紐曼（英語：Newman）是位於美國新墨西哥州奧特羅縣的非建制地區。

## 歷史
紐曼的郵局於1906年設立，其後於1922年停運。

## 地理
紐曼所處的海拔為高於海平面1220米（即4003英呎），而該地所採用的時區為UTC-7，即北美山地时区（MST）。同時該地設有夏令時間，為UTC-7調快一小時，即UTC-6（MDT）。